# 1990 ve sportu
Toto je přehled sportovních událostí z roku 1990.

## Alpské lyžování
Světový pohár v alpském lyžování 1989/90
- Muži

| Velký křišťálový glóbus: - Pirmin Zurbriggen |

Malé křišťálové glóbusy:
| Slalom - Armin Bittner | Sjezd - Helmut Höflehner | Obří slalom - Günther Mader/ Ole Kristian Furuseth | Super G - Pirmin Zurbriggen |

- Ženy

| Velký křišťálový glóbus: - Petra Kronberger |

Malé křišťálové glóbusy:
| Slalom - Vreni Schneider | Sjezd - Katrin Gutensohn | Obří slalom - Anita Wachter | Super G - Carole Merle |

## Automobilový sport
Formulové závody:
- CART  Al Unser, Jr
- Formule 1  Ayrton Senna
- Formule 3000  Erik Comas

## Cyklistika
- Giro d'Italia – Gianni Bugno
- Tour de France – Greg Lemond
- Mistrovství světa – Rudy Dhaenens

## Fotbal
- Mistrovství světa 1990 konané v Itálii
  - finále:  Německo –  Argentina 1:0
  - o 3. místo:  Itálie –  Anglie 2:1

## Sportovní lezení

### Svět
- Světový pohár ve sportovním lezení 1990

## Tenis
- Grand Slam výsledky mužů:
  1. Australian Open – Ivan Lendl
  2. French Open – Andres Gomez
  3. Wimbledon – Stefan Edberg
  4. US Open – Pete Sampras

- Grand Slam výsledky žen:
  1. Australian Open – Steffi Graf
  2. French Open – Monika Selešová
  3. Wimbledon – Martina Navrátilová
  4. US Open – Gabriela Sabatiniová

- Davis Cup: USA–Austrálie 3:2